# Togo D. West junior

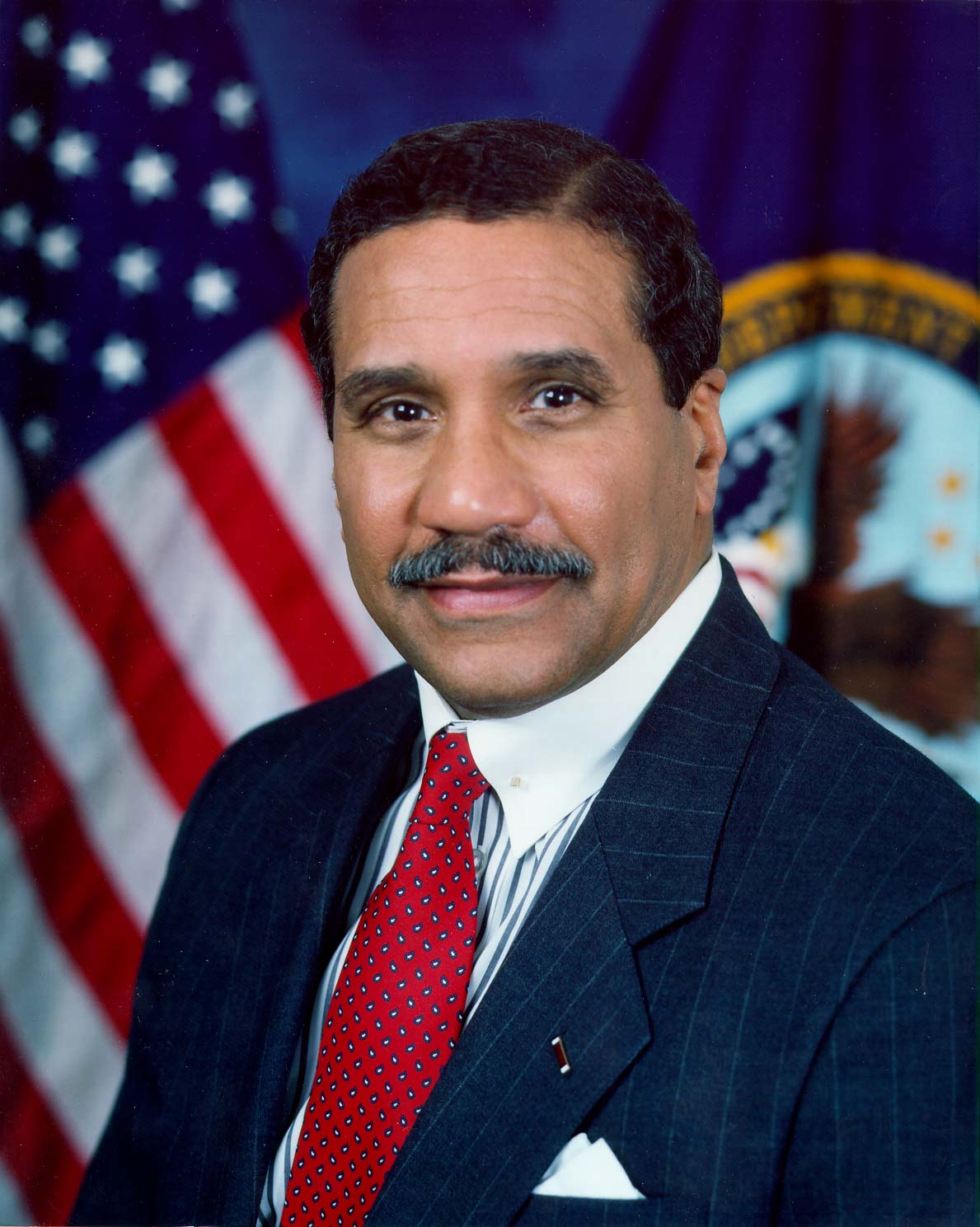
Togo D. West, Jr. (1998)

Togo Dennis West, Jr. (* 21. Juni 1942 in Winston-Salem, North Carolina; † 8. März 2018 zwischen Barbados und Puerto Rico) war ein US-amerikanischer Politiker (Demokratische Partei). Er war Heeresminister sowie Minister für Kriegsveteranen.

## Studium, berufliche Laufbahn und sonstige Ämter
Der Lehrersohn begann nach der High-School-Ausbildung ein Studium der Elektrotechnik, das er 1965 mit einem Bachelor of Science (B.Sc.) beendete, sowie ein Studium der Rechtswissenschaften an der Howard University, das er 1968 als Jahrgangsbester mit einem Juris Doctor (J.D.) cum laude abschloss. Noch während seiner Studienzeit war er Herausgeber des „Howard Law Journal“.
Nach einer Tätigkeit als Assistent eines Bundesrichters trat er in die United States Army ein, wo er schließlich Mitarbeiter des Judge Advocate General’s Corps von 1969 bis 1973 war. Zeitweise war er auch Mitarbeiter im Büro des Assistenten des Heeresministers für Personal und Veteranenangelegenheiten. Während seiner Militärzeit wurde er mit dem Legion of Merit sowie der Meritorious Service Medal ausgezeichnet. Nach der Militärzeit nahm er von 1973 bis 1975 sowie erneut 1977 für eine kurze Zeit eine Tätigkeit als Rechtsanwalt auf.
Nach seinem Ausscheiden aus der Regierung Carter nahm er 1981 seine Anwaltstätigkeit wieder auf und war zunächst von 1981 bis 1990 Partner und Manager der Kanzlei Patterson Belknap Webb & Tyler LLP in New York City. Danach war er bis 1993 als Leitender Vizepräsident für Regierungsbeziehungen des Flugzeugherstellers Northrop Corporation.
Nach seinem Rücktritt als Minister war er wieder als Rechtsanwalt tätig. Von Oktober 2004 bis Mai 2006 war er Präsident des Joint Center for Political and Economic Studies, einer in Washington angesiedelten Denkfabrik (Think Tank), die sich insbesondere mit Fragen von Minderheiten beschäftigte. Ferner war er ein großer Unterstützer und ehemaliges Vorstandsmitglied des Landsitzes Mount Vernon (Mount Vernon Preservation Society).
West engagierte sich darüber hinaus seit seiner Schulzeit bei den Boy Scouts of America, die ihn ebenfalls mehrfach auszeichnete, und war bis zu seinem Tod Präsident der Boy Scouts of America in der Hauptstadtregion von Washington.

## Politische Laufbahn

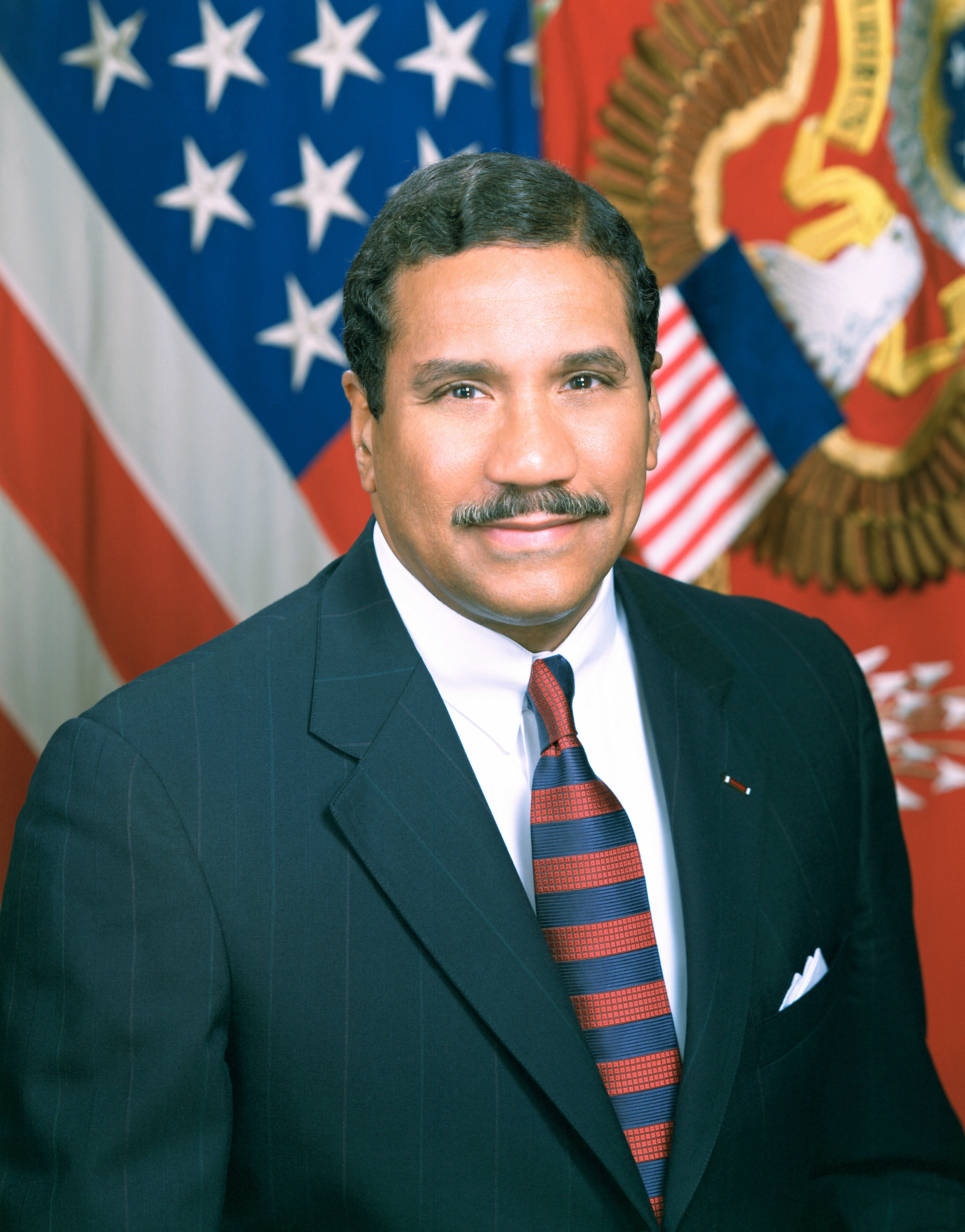
West als Heeresminister (1994)

### Regierungsbeamter unter Ford und Carter
Während der Präsidentschaft von Gerald Ford war er von 1975 bis 1977 Stellvertreter des Stellvertretenden Justizministers (Associate Deputy Attorney General). Anschließend war er während der Präsidentschaft von Jimmy Carter zunächst zwei Jahre Leiter der Rechtsabteilung (General Counsel) der United States Navy. Nach einer kurzen Tätigkeit als Sonderassistent des Verteidigungsministers sowie des Stellvertretenden Verteidigungsministers war er von 1980 bis 1981 General Counsel des Verteidigungsministeriums.

### Minister unter Präsident Clinton
Am 22. November 1993 berief ihn Präsident Bill Clinton zum Heeresminister. Als Secretary of the Army (SECARM) war er verantwortlich für sämtliche administrative und technische Fragen der United States Army. Er leitete damit das Department of the Army (Heeresministerium) innerhalb des Verteidigungsministeriums und war direkt dem Verteidigungsminister unterstellt.
Das Amt des Heeresministers übte er bis zu seiner Ablösung durch Robert M. Walker am 2. Januar 1998 aus. Er selbst wurde anschließend zunächst amtierender und dann nach der Bestätigung durch den US-Senat ab dem 5. Mai 1998 Minister für Kriegsveteranen. Am 10. Juli 2000 reichte er seinen Rücktritt nach aufkommenden Vorwürfen wegen Missmanagements ein und wurde dann am 25. Juli 2000 von seinem Amtsvorgänger und vorherigen Stellvertreter Hershel W. Gober abgelöst.

## Tod
Togo West starb am 8. März 2018 an Bord eines Kreuzfahrtschiffes zwischen Barbados und Puerto Rico an einem Herzinfarkt.